# Kecamatan Sesayap Hilir
Kecamatan Sesayap Hilir (indonesiska: Sesayap Hilir) är ett distrikt i Indonesien.   Det ligger i provinsen Kalimantan Utara, i den norra delen av landet, 1 600 km nordost om huvudstaden Jakarta.